# Řídká množina
Podmnožina A topologického prostoru X je řídká, pokud vnitřek jejího uzávěru je prázdný.
Ekvivalentně lze vyjádřit, že {\displaystyle A} je řídká, právě když {\displaystyle X\setminus {\overline {A}}} je (otevřená) hustá.
V angličtině se používá pojem nowhere dense, tzn. „množina, která není nikde hustá“.

## Příklady řídkých a neřídkých množin
Množina celých čísel je řídká na reálné přímce. Dalším příkladem může být například Cantorovo diskontinuum, která je navíc nespočetná. Naopak řídká množina není množina racionálních čísel (neboť doplňkem jejího uzávěru je prázdná množina) na reálné přímce, ačkoliv uzávěr vnitřku racionálních čísel je také prázdná množina.

## Vlastnosti řídkých množin
Každá podmnožina řídké množiny je řídká. Navíc i každé konečné sjednocení řídkých množin je řídká množina. Tedy řídké podmnožiny nějakého topologického prostoru tvoří množinový ideál. Vlastnosti řídkých množin jsou úzce svázány s vlastnostmi otevřených hustých množin a s Baireovou větou (ta také mluví o spočetném sjednocení řídkých množin).

## Řídká množina kladné (Lebesgueovy) míry
V reálných číslech existuje množina kladné (nenulové) Lebesgueovy míry, uvedeme jeden z několika příkladu konstrukce. Uvažme očíslování racionálních čísel přirozenými (tj. ať {\displaystyle \mathbb {Q} =\{q_{n}:n<\omega \}}). Uvažme nyní následující množinu:
{\displaystyle A=\left[0,1\right]\setminus \bigcup _{n<\omega }\left(q_{n}-{\frac {1}{2\cdot 3^{n+1}}},q_{n}+{\frac {1}{2\cdot 3^{n+1}}}\right)}
Přitom {\displaystyle A} je lebesgueovsky měřitelná, neboť je vytvořena spočetným sjednocením a množinovým rozdílem z lebesgueovsky měřitelných množin (intervalů). A platí:
{\displaystyle \lambda (A)\geq \lambda ([0,1])-\sum _{n<\omega }\lambda \left(q_{n}-{\frac {1}{2\cdot 3^{n+1}}},q_{n}+{\frac {1}{2\cdot 3^{n+1}}}\right)=1-\sum _{n<\omega }{\frac {1}{3^{n+1}}}=1-{\frac {\frac {1}{3}}{1-{\frac {1}{3}}}}=1-{\frac {1}{2}}={\frac {1}{2}}.}
Zbývá ověřit, že tato množina je řídká. K tomu ověříme, že její doplněk obsahuje otevřenou hustou množinu. Platí:
{\displaystyle \mathbb {Q} \subseteq \bigcup \left\{\left(q_{n}-{\frac {1}{2\cdot 3^{n+1}}},q_{n}+{\frac {1}{2\cdot 3^{n+1}}}\right):n\in \omega \right\}\subseteq \mathbb {R} \setminus A},
tedy
{\displaystyle \bigcup \left\{\left(q_{n}-{\frac {1}{2\cdot 3^{n+1}}},q_{n}+{\frac {1}{2\cdot 3^{n+1}}}\right):n\in \omega \right\}}
je hledaná otevřená hustá množina.
Podobným způsobem lze sestrojit řídkou množinu libovolně velké míry, dokonce i řídkou podmnožinu jednotkového intervalu libovolně velké míry ostře menší než jedna.